# Fernando Labella
Fernando Martín Labella (Buenos Aires, 17 agosto 1971) è un ex cestista argentino con cittadinanza italiana.

## Carriera
Ha militato in Serie A per molti anni nelle file di Pesaro, Montecatini, Imola, Teramo, mentre ha calcato i campi di Legadue con Teramo, Rimini e Caserta.